# Braz Florentino Henriques de Souza
Braz Florentino Henriques de Souza ou Brás Florentino Henriques de Sousa (Paraíba 12 de novembro de 1825 — São Luís do Maranhão, 29 de março de 1870) foi um político, jurista e professor brasileiro.
Filho do Tenente Francisco José de Sousa e de Anna de Mello Muniz, era irmão mais velho dos juristas Tarquínio Bráulio de Souza e José Soriano de Souza. Todos os três irmãos Souza foram Professores de Direito na Faculdade de Direito do Recife e líderes católicos conservadores.

## Formação teórica e acadêmica
De família católica, Braz Florentino seguiu inicialmente a carreira eclesiástica, tendo estudado teologia e moral no Seminário de Olinda. Muitos de seus familiares também desempenharam funções eclesiásticas na Igreja Católica. No entanto, em virtude de uma paixão por uma jovem pernambucana, com quem depois veio a se casar, abandonou a batina e matriculou-se na Faculdade de Direito do Recife, em 1846, com 21 anos de idade. Graduou-se em outubro de 1850. No ano seguinte, defendeu Tese de doutorado na mesma Faculdade e conseguiu obter o título de Doutor. Sua formação católica o acompanhou durante todo seu desenvolvimento acadêmico, tendo sido um dos tradutores da obra de São Tomás de Aquino no Brasil.
Em 1855, foi nomeado Professor (Lente Substituto) da mesma faculdade, com apoio de Nabuco de Araújo, para a área de Direito Criminal. Pouco tempo depois, em 1858, foi nomeado "Lente Proprietário" na mesma faculdade, passando a atuar em Direito Privado.

## Atuação política e jornalística
Em 1855, pouco antes de ser nomeado Professor de Direito, Braz Florentino entrou para a redação do histórico Diário de Pernambuco. Além de publicar constantemente neste jornal, também atuou com seus irmãos nos jornais conservadores católicos A Esperança (1865-1867) e A União (1872-1873). Em 1859 e também nos anos 1860, foi integrante do Conselho Diretor da Instrução Pública de Pernambuco, tendo exercido também a função de Diretor deste Conselho.
Mudou-se para a Corte Imperial, em 1865, para participar da comissão de revisão do Código Civil.
Foi Presidente da província do Maranhão, de 16 de junho de 1869 a 29 de março de 1870, cargo em que faleceu subitamente antes de completar 45 anos de idade.
Era cavaleiro da Imperial Ordem de Cristo, tal como seus irmãos.

## Publicações
Dentre suas publicações, destacam-se:

### Traduções
- Tradução da obra "Da abolição da escravidão", de Gustave de Molinari. Recife, 1854. [Disponível na Biblioteca gratuita do Senado Federal].[3]
- Tradução da obra "Tratado dos dous preceitos da caridade e dos dez mandamentos da lei de Deus" de S. Thomaz de Aquino. Recife, 1858.

### Obras e monografias
- Código criminal do Imperio do Brasil: annotado com as leis, decretos, avisos e portarias publicados desde a sua data até o presente, e que explicação, revogação ou alteração algumas das suas disposições, ou com ellas tem immediata connexão : acompanhado de um appendice contendo a integra das leis addicionaes ao mesmo codigo, posteriormente promulgadas. Recife, 1858. [Disponível na Biblioteca gratuita do Senado Federal].[4]
- Da reincidência: lição de direito criminal. Recife, 1858.
- Codigo do processo criminal de primeira instancia do Imperio do Brasil. Recife, 1859. [Disponível na Biblioteca gratuita do Senado Federal][5]
- O casamento civil e o casamento religioso: Exame da proposta do governo, apresentada a câmara dos deputados na sessão de 19 de julho do ano próximo passado. Recife, 1859.
- Lições de direito criminal. Recife, 1860 — Foi reimpressa esta obra em 1866.
- Do delito e do delinquente: lições de direito criminal. Recife, 1862.
- Do Poder Moderador: ensaio de direito constitucional contendo a análise do título 5°, capítulo 1° da constituição politica do Brasil. Recife, 1864. [Disponível na Biblioteca gratuita do Senado Federal].[6]